# Авиационные происшествия Аэрофлота 1973 года
Авиационные происшествия и инциденты, включая угоны, произошедшие с воздушными судами Министерства гражданской авиации СССР (Аэрофлот) в 1973 году.
В этом году крупнейшая катастрофа с воздушными судами предприятия «Аэрофлот» произошла тёмным вечером 13 октября в Подольском районе Московской области близ аэропорта Домодедово, когда самолёт Ту-104Б во время захода на посадку из-за отказа пилотажно-навигационных приборов и дезориентации экипажа вошёл в штопор и врезался в землю, в результате чего погибли 122 человека (подробнее…).

## Список
Отмечены происшествия и инциденты, когда воздушное судно было восстановлено.
| Дата                  | Место                                                                      | ВС      | Бортовой номер | Управление          | Жертв   | Описание | И       |
| --------------------- | -------------------------------------------------------------------------- | ------- | -------------- | ------------------- | ------- | --- | ------- |
| 1973 года             | н.д.                                                                       | Avia 14 | 52064          | Грузинское          | 0/?     | н.д. | [ 1 ]   |
| 9 января 1973 года    | Инта                                                                       | Ми-8    | 22504          | Коми                | 1/4     | Упал после взлёта из-за дезориентации пилота и ошибок в пилотировании | [ 2 ]   |
| 11 января 1973 года   | Ужгород                                                                    | Ми-2    | 23858          | Украинское          | 0/?     | Грубая посадка | [ 3 ]   |
| 18 января 1973 года   | Демьянское, Уватский район                                                 | Ми-4А   | 36573          | Уральское           | 0/?     | Разбился после отказа двигателя | [ 4 ]   |
| 21 января 1973 года   | Петухово, Большесосновский район                                           | Ан-24Б  | 46276          | Северо-Кавказское   | 39/39   | Столкновение в воздухе с неустановленным объектом (подробнее…) | [ 5 ]   |
| 5 февраля 1973 года   | Терский район, близ Верхнего Курпа                                         | Ми-1    | 17958          | Северо-Кавказское   | 1/3     | Столкновение с землёй из-за потери высоты при развороте в условиях метели | [ 6 ]   |
| 6 февраля 1973 года   | Карамурын, 35 км СВ Чиили                                                  | Ан-2    | 70737          | Казахское           | 13/13   | Столкновение с горой из-за дезориентации экипажа при полёте в СМУ | [ 7 ]   |
| 13 февраля 1973 года  | близ Тавды                                                                 | Ми-4    | 31604          | Уральское           | 0/?     | Столкновение с землёй из-за перегруза при полёте в снежном вихре | [ 8 ]   |
| 17 февраля 1973 года  | Амдерма                                                                    | Ан-12БП | 11341          | Московское          | 0/?     | Грубая посадка с разрушением правого шасси | [ 9 ]   |
| 19 февраля 1973 года  | Рузине, Прага                                                              | Ту-154  | 85023          | ЦУМВС               | 66/100  | Столкновение с землёй до ВПП из-за потери управления при заходе на посадку (вероятно, неправильная установка стабилизатора) (подробнее…) | [ 10 ]  |
| 24 февраля 1973 года  | Ленинабадская область, 8,4 км от Бустона (40°27′12″ с. ш. 69°22′50″ в. д.) | Ил-18В  | 75712          | Таджикское          | 79/79   | При снижении вошёл в штопор и разрушился от перегрузок (подробнее…) | [ 11 ]  |
| 28 февраля 1973 года  | Семипалатинск                                                              | Як-40   | 87602          | Казахское           | 32/32   | Упал после взлёта по неустановленной причине (подробнее…) | [ 12 ]  |
| 28 февраля 1973 года  | близ Тазовского                                                            | Ми-4А   | 01831          | Тюменское           | 0/?     | Столкновение с землёй при полёте в условиях белой мглы | [ 13 ]  |
| 6 марта 1973 года     | близ Серова                                                                | Ан-2    | 93467          | Уральское           | 0/?     | Разбился после отказа двигателя | [ 14 ]  |
| 7 марта 1973 года     | близ Смоленска                                                             | Ан-2    | 70816          | Центральных районов | 0/?     | Разбился после отказа двигателя | [ 15 ]  |
| 9 марта 1973 года     | ХМАО, 57 км З Кондинского                                                  | Ан-2    | 01262          | Тюменское           | 3/3     | Столкновение с землёй из-за воздушного хулиганства (выполнение фигур пилотажа на малой высоте) нетрезвого экипажа | [ 16 ]  |
| 10 марта 1973 года    | Барабинск                                                                  | Ми-1АУ  | 40359          | Западно-Сибирское   | 2/2     | Упал после взлёта по неустановленной причине | [ 17 ]  |
| 11 марта 1973 года    | Остров Жохова                                                              | Ил-14М  | 04192          | Якутское            | ?/?     | После приземления на борту возник пожар | [ 18 ]  |
| 12 марта 1973 года    | устье Неруты, 67 км ССВ Нарьян-Мара                                        | Ми-4    | 29006          | Архангельское       | 9/9     | Упал на землю после отделения лопасти несущего винта и её удара по хвостовой балке | [ 19 ]  |
| 12 марта 1973 года    | близ Нальчика                                                              | Ми-4А   | 66879          | Северо-Кавказское   | 0/?     | Столкновение с землёй при полёте в СМУ без второго пилота | [ 20 ]  |
| 13 марта 1973 года    | близ Инты                                                                  | Ми-4А   | 29090          | Коми                | 0/?     | Разбился после отказа двигателя | [ 21 ]  |
| 18 марта 1973 года    | Красноармейск                                                              | Ми-4А   | 29089          | Приволжское         | 3/3     | Столкновение с землёй при полёте в СМУ под безопасной высотой | [ 22 ]  |
| 21 марта 1973 года    | ХМАО, 25 км СВ Нижневартовска                                              | Ми-8    | 25264          | Тюменское           | 2/5     | Упал при заходе на посадку из-за отказа главного редуктора | [ 23 ]  |
| 22 марта 1973 года    | Шемахинский район, 4 км ЮЮВ Кушчу                                          | Ми-2    | 15688          | Азербайджанское     | 5/5     | При заходе на посадку в гористой местности и при опустившейся облачности зацепил хвостовым винтом проволоку поддержки виноградника и потеряв управление упал на землю | [ 24 ]  |
| 23 марта 1973 года    | Вербки, близ Глобина                                                       | Ми-4    | 19122          | Кременчугское ЛУ ГА | 1/2     | Столкновение с деревьями после потери высоты из-за отказа муфты свободного хода | [ 25 ]  |
| 24 марта 1973 года    | Усть-Большерецкий район, 9 км С Озерной                                    | Ан-2    | 05670          | Дальневосточное     | 2/3     | Столкновение с горой при полёте в СМУ из-за нетрезвого пилота | [ 26 ]  |
| 4 апреля 1973 года    | близ Ухты                                                                  | Ми-8    | 25634          | Коми                | 0/?     | Упал на землю при ночном взлёте с места вынужденной стоянки | [ 27 ]  |
| 6 апреля 1973 года    | близ Вильнюса                                                              | Ан-2    | 05820          | Литовское           | 0/?     | Разбился после отказа двигателя | [ 28 ]  |
| 14 апреля 1973 года   | Андреевский район, 15 км СВ Андреевки                                      | Ан-2    | 35577          | Казахское           | 1/3     | Столкновение с горой из-за спрямления маршрута | [ 29 ]  |
| 14 апреля 1973 года   | Сыктывкар                                                                  | Ми-2    | 15695          | Коми                | 0/?     | Разбился после отказа двигателя | [ 30 ]  |
| 23 апреля 1973 года   | Пулково, Ленинград                                                         | Ту-104Б | 42505          | Ленинградское       | 2/57    | Выполнял рейс Ленинград — Москва, когда пассажир Иван Бидюк, угрожая бомбой, потребовал следовать в Швецию. Пока бортинженер Викентий Грязнов его отвлекал, экипаж выполнил разворот и вернулся в Ленинград. Но при посадке угонщик активировал бомбу, убив себя и бортинженера, а также значительно повредив самолёт (подробнее…). | [ 31 ]  |
| 3 мая 1973 года       | Северный Ледовитый океан (82°15′ с. ш. 125°00′ з. д.)                      | Ли-2Т   | 04244          | Якутское            | 0/9     | После посадки на льдине в процессе руления провалился стойками шасси под лёд из-за недостаточной толщины последнего. Позже самолёт был взорван; экипаж и пассажиры эвакуированы на станцию СП-21. | [ 32 ]  |
| 7 мая 1973 года       | Внуково, Москва                                                            | Ту-154  | 85030          | Московское          | 0/4     | Вынужденная посадка на лес после взлёта из-за помпажа крайних двигателей вследствие выпущенных внутренних интерцепторов | [ 33 ]  |
| 11 мая 1973 года      | 84 Ю Семипалатинска (49°35,50′ с. ш. 80°30′ в. д.)                         | Ил-18Б  | 75687          | Азербайджанское     | 63/63   | Следуя на эшелоне по неустановленной причине перешёл в быстрое снижение и разрушился от перегрузок (подробнее…) | [ 34 ]  |
| 11 мая 1973 года      | близ Курска                                                                | Ан-2М   | 05915          | Центральных районов | 0/?     | Разбился после отказа двигателя | [ 35 ]  |
| 14 мая 1973 года      | близ Вологды                                                               | Ан-2    | 70569          | Северное            | 0/?     | Разбился из-за перегруза | [ 36 ]  |
| 17 мая 1973 года      | близ Ивделя                                                                | Ми-2    | 15759          | Уральское           | 0/?     | Разбился после остановки двигателей из-за истощения топлива | [ 37 ]  |
| 18 мая 1973 года      | 97 км З Читы                                                               | Ту-104А | 42379          | Восточно-Сибирское  | 81/81   | Выполнял рейс Иркутск — Чита, когда пассажир Чингис Юнус-оглы Рзаев, угрожая бомбой, потребовал следовать в Китай. Сопровождающий милиционер Владимир Ёжиков застрелил угонщика, что однако привело к детонации взрывчатки, уничтожившей самолёт (подробнее…)                                                                       | [ 38 ]  |
| 20 мая 1973 года      | Старобешевский район, совхоз «Горняк»                                      | Ан-2    | 55798          | Украинское          | 1/2     | Сваливание и столкновение с землёй в ходе авиационно-химических работ из-за ошибок в пилотировании | [ 39 ]  |
| 22 мая 1973 года      | близ Тюмени                                                                | Ми-8    | 22539          | Центральных районов | 1/?     | Упал при взлёте из-за ошибок в пилотировании | [ 40 ]  |
| 22 мая 1973 года      | близ Красноярска                                                           | Ми-6    | 21866          | Центральных районов | 0/?     | Разбился после попадания троса внешней подвески в хвостовой винт | [ 41 ]  |
| 2 июня 1973 года      | близ Кежмы                                                                 | Ми-1М   | 21866          | Центральных районов | 0/?     | Разбился из-за отвлечения экипажа от пилотирования | [ 42 ]  |
| 11 июня 1973 года     | Ардонский район, близ Ардона                                               | Як-12   | 90571          | Северо-Кавказское   | 1/1     | Столкновение с ЛЭП при авиационно-химических работах | [ 43 ]  |
| 14 июня 1973 года     | Алданский район, близ Томмота                                              | Ми-2    | 20060          | Северо-Кавказское   | 0/?     | Опрокинулся при вынужденной посадке на местности после отказа двигателя | [ 44 ]  |
| 14 июня 1973 года     | Надымский район, близ Лонгъюгана                                           | Ми-6    | 21871          | Тюменское           | 0/?     | Грубая посадка с разрушением конструкции из-за ошибок в пилотировании при посадке | [ 45 ]  |
| 19 июня 1973 года     | Херсонская область                                                         | Ка-26   | 24089          | Тюменское           | 0/?     | Во время полёта упал на землю из-за перехлёста лопастей несущего винта | [ 46 ]  |
| 21 июня 1973 года     | Алтайский район, совхоз «Россия»                                           | Ан-2    | 09228          | Красноярское        | 2/3     | В ходе авиационно-химических работ во время разворота из-за отвлечения пилотов потерял высоту и врезался в землю | [ 47 ]  |
| 23 июня 1973 года     | близ Новокузнецка                                                          | Ми-2    | 23838          | Красноярское        | 0/?     | После взлёта в горах ударился о склон из-за попадания в нисходящий воздушный поток | [ 48 ]  |
| 24 июня 1973 года     | Адамовский район, близ Блака, совхоз «Обильный»                            | Ан-2Р   | 01353          | Приволжское         | 2/2     | Столкновение с землёй при полёте пьяного пилота на малой высоте после самовольного вылета | [ 49 ]  |
| 25 июня 1973 года     | близ Иркутска                                                              | Ан-2Р   | 32558          | Восточно-Сибирское  | 0/?     | Столкновение с препятствиями при полёте под безопасной высотой | [ 50 ]  |
| 28 июня 1973 года     | Тобольский район, 10 км СЗ Тобольска                                       | Ми-2    | 15726          | Тюменское           | 3/3     | Вынужденная посадка на лес после отключения двигателей из-за истощения топлива | [ 51 ]  |
| 30 июня 1973 года     | Амман                                                                      | Ту-134А | 65668          | Армянское           | 7+2/84  | При прерванном взлёте выкатился за пределы ВПП и врезался в дом (подробнее…) | [ 52 ]  |
| 4 июля 1973 года      | г. Краснова, близ Шахтёрска                                                | Ил-14   | 91534          | Дальневосточное     | 18/18   | Столкновение с горой при заходе на посадку | [ 53 ]  |
| 5 июля 1973 года      | близ Горна-Оряховицы                                                       | Ми-1М   | 17976          | Украинское          | 1/1     | Столкновение с ЛЭП | [ 54 ]  |
| 5 июля 1973 года      | Винница                                                                    | Ан-2    | 17976          | Центральных районов | 3/3     | Упал после взлёта в ходе испытательного полёта (после ремонта) из-за неправильного подсоединения тросов управления элеронами | [ 55 ]  |
| 9 июля 1973 года      | Шигоны, Куйбышевская область                                               | Ту-124В | 45062          | Приволжское         | 2/61    | В полёте разрушилась турбина правого двигателя, прошив обломками фюзеляж (подробнее…) | [ 56 ]  |
| 12 июля 1973 года     | Раменский район, близ Малышева                                             | Ми-2    | 20085          | Центральных районов | 1/1     | Зацепил деревья и упал на землю при вынужденной посадке после разрушения одного двигателя и отказа второго во время авиационно-химических работ | [ 57 ]  |
| 12 июля 1973 года     | близ Тюмени                                                                | Ми-8    | 25262          | Тюменское           | 0/?     | Разбился при посадке, зацепив хвостовым винтом препятствие | [ 58 ]  |
| 12 июля 1973 года     | близ Владивостока                                                          | Ми-4А   | 36533          | Дальневосточное     | 0/?     | Столкновение с землёй из-за снижения под безопасную высоту | [ 59 ]  |
| 13 июля 1973 года     | близ Кызыла                                                                | Ми-1АУ  | 17723          | Красноярское        | 0/?     | Грубая посадка с разрушением конструкции из-за ошибок в пилотировании при посадке | [ 60 ]  |
| 18 июля 1973 года     | Зеравшан                                                                   | Ми-2    | 15656          | Узбекское           | 0/?     | Упал в реку после отказа двигателя | [ 61 ]  |
| 20 июля 1973 года     | Саатлинский район, колхоз имени М. Ф. Ахундова                             | Ан-2    | 15656          | Азербайджанское     | 1/2     | Вынужденная посадка на пересечённой местности после отказа двигателя из-за столкновения с птицей | [ 62 ]  |
| 20 июля 1973 года     | Печорский район, 28 км ЮВ Печоры                                           | Ми-4    | 36531          | Коми                | 4/4     | В ходе полёта упал на землю из-за отказа системы управления | [ 63 ]  |
| 23 июля 1973 года     | Целинный район, 22 км В Элисты                                             | Ми-2    | 36531          | Северо-Кавказское   | 1/1     | В ходе полёта упал на землю после падения мощности двигателей | [ 64 ]  |
| 25 июля 1973 года     | Трабзон                                                                    | Ан-2    |                |                     | 0/?     | Выполнял рейс Ростов-на-Дону — Сальск, когда был захвачен пассажиром А. В. Петровым — рабочим авиаремонтного завода, который заставил пилотов следовать в Турцию. По другим данным, Петров на самом деле был бывшим пилотом, который угнал пустой самолёт.                                                                          | [ 65 ]  |
| 26 июля 1973 года     | близ Орджоникидзе                                                          | Ан-2    | 35559          | Северо-Кавказское   | 0/?     | При полёте в жару перешёл в сваливание и врезался в землю | [ 66 ]  |
| 26 июля 1973 года     | Литовская Советская Социалистическая Республика                            | Ил-14   |                |                     | 0/?     | Попытка захвата самолёта во время выполнения рейса Вильнюс — Паланга одним из пассажиров, при этом был ранен один человек. | [ 65 ]  |
| 30 июля 1973 года     | Красноярский край, близ Курагина                                           | Ми-1М   | 17930          | Красноярское        | 0/?     | Разбился после столкновения с птицей | [ 67 ]  |
| 2 августа 1973 года   | Чумикан                                                                    | Ан-2    | 33242          | Дальневосточное     | 0/?     | Разбился после отказа двигателя | [ 68 ]  |
| 2 августа 1973 года   | близ Шахт                                                                  | Ан-2    | 70807          | Северо-Кавказское   | 0/?     | Разбился при грубой посадке | [ 69 ]  |
| 8 августа 1973 года   | Талаги, Архангельск                                                        | Як-40   | 87790          | Архангельское       | 1/31    | Из-за стопорения руля высоты при взлёте выкатился за пределы ВПП и врезался в препятствия (подробнее…) | [ 70 ]  |
| 16 августа 1973 года  | близ Вуктыла                                                               | Ми-6    | 21851          | Коми                | 0/?     | Вынужденная посадка на тайгу после помпажа одного двигателя и выключения другого | [ 71 ]  |
| 16 августа 1973 года  | Котуй, 290 км Ю Хатанги                                                    | Ан-2В   | 41373          | Красноярское        | 0/?     | Столкновение с сопкой при полёте под безопасной высотой | [ 72 ]  |
| 18 августа 1973 года  | Баку                                                                       | Ан-24Б  | 46435          | Азербайджанское     | 56/64   | После взлёта из-за отказа двигателя потерял высоту и врезался в нефтяную вышку и трубопровод (подробнее…) | [ 73 ]  |
| 26 августа 1973 года  | Красноярский край, устье Туры                                              | Ми-4    | 04307          | Красноярское        | 0/?     | Разбился после разрушения лопасти несущего винта | [ 74 ]  |
| 28 августа 1973 года  | Омсукчанский район, близ Дуката                                            | Ми-4А   | 38254          | Магаданское         | 5/5     | Потерял высоту и врезался в горный склон после отказа муфты свободного хода | [ 75 ]  |
| 29 августа 1973 года  | Салатау (42°53′ с. ш. 46°39′ в. д.)                                        | Ан-2    | 01794          | Азербайджанское     | 8/14    | Столкновение с горой из-за дезориентации экипажа | [ 76 ]  |
| 29 августа 1973 года  | Нижнеудинский район, близ Нерхи                                            | Ан-2    | 28954          | Восточно-Сибирское  | 0/?     | Столкновение с землёй при полёте под безопасной высотой | [ 77 ]  |
| 29 августа 1973 года  | близ Кызыла                                                                | Ан-2    | 09649          | Красноярское        | 0/?     | Столкновение с землёй при полёте под безопасной высотой | [ 78 ]  |
| 2 сентября 1973 года  | близ Богучан                                                               | Ми-4П   | 09649          | Красноярское        | 0/?     | Опрокинулся при вынужденной посадке на вырубку леса после отказа двигателя | [ 79 ]  |
| 4 сентября 1973 года  | Размессово, Кашин                                                          | Ан-2    | 01616          | Центральных районов | 15/15   | Столкновение с телевышкой при полёте на малой высоте | [ 80 ]  |
| 5 сентября 1973 года  | близ Муи Бурятия                                                           | Ми-1М   | 13303          | Восточно-Сибирское  | 0/?     | Разбился из-за перегруза | [ 81 ]  |
| 6 сентября 1973 года  | Восточно-Казахстанская область                                             | Ми-1М   | 14858          | Казахское           | 0/?     | Разрушился при посадке на неподходящую площадку | [ 82 ]  |
| 8 сентября 1973 года  | Богашёво, Томск                                                            | Ан-2    | 41913          | Западно-Сибирское   | 3/3     | В тренировочном полёте упал после взлёта из-за отказа элеронов (защемление тросовой проводки) | [ 83 ]  |
| 14 сентября 1973 года | близ Краснодара                                                            | Ка-26   | 19284          | ВНИИ ПАНХ ГА        | 0/?     | Разбился после отказа редуктора | [ 84 ]  |
| 15 сентября 1973 года | Ташаузский район, СЗ Ташауза                                               | Ан-2    | 70212          | Приволжское         | 1/2     | Столкновение с телеграфным столбом в ходе авиационно-химических работ на малой высоте | [ 85 ]  |
| 15 сентября 1973 года | Самаркандская область                                                      | Ан-2    | 32213          | Приволжское         | 0/?     | Выполняя авиационно-химические работы, во время взлёта зацепил препятствие стойками шасси | [ 86 ]  |
| 17 сентября 1973 года | близ Фрунзе                                                                | Ми-2    | 15812          | Киргизское          | 0/?     | Разбился после отказа двигателя | [ 87 ]  |
| 21 сентября 1973 года | близ Саратова                                                              | Ми-2    | 20018          | Азербайджанское     | 0/?     | Разбился после отказа двигателя | [ 88 ]  |
| 23 сентября 1973 года | Черемхово, Красночикойский район                                           | Ми-1МНХ | 20018          | Восточно-Сибирское  | 4/5     | Столкновение со зданиями при полёте на малой высоте; пилот был сильно пьян. | [ 89 ]  |
| 30 сентября 1973 года | 10 км ЮЗ Кольцова, Свердловск                                              | Ту-104Б | 42506          | Дальневосточное     | 108/108 | Упал после взлёта из-за нерабочих (отсутствие питания) пилотажно-навигационных приборов (подробнее…) | [ 90 ]  |
| 1 октября 1973 года   | Ленинабадская область, 35 км Ю Пенджикента                                 | Ми-8    | 20018          | Таджикское          | 9/16    | Зацепил скалу и упал в ущелье при посадке на неподходящую площадку в горах | [ 91 ]  |
| 2 октября 1973 года   | близ Магадана                                                              | Ан-12Б  | 12967          | Якутское            | 10/10   | Столкновение с горой при уходе на второй круг (подробнее…) | [ 92 ]  |
| 5 октября 1973 года   | Приуральский район, отроги Полярного Урала                                 | Ан-2    | 04340          | Тюменское           | 0/8     | Столкновение с горой из-за уклонения с маршрута и снижения под безопасную высоту | [ 93 ]  |
| 6 октября 1973 года   | Приуральский район, отроги Полярного Урала                                 | Ми-4А   | 35243          | Тюменское           | 2/3     | Столкновение с горой в ходе полёта по поиску Ан-2 б/н 04340 | [ 94 ]  |
| 10 октября 1973 года  | Ташауз                                                                     | Ли-2    | 71209          | Туркменское         | 5/5     | Упал после взлёта из-за отказа двигателя | [ 95 ]  |
| 10 октября 1973 года  | Сумская область                                                            | Ми-2    | 20077          | Украинское          | 0/?     | Разбился при полёте в СМУ | [ 96 ]  |
| 11 октября 1973 года  | близ Гориса                                                                | Ан-2    | 70880          | Армянское           | 0/?     | Столкновение с землёй при полёте ниже безопасной высоты | [ 97 ]  |
| 13 октября 1973 года  | Яковлево, Подольский район, 17 км СЗ Домодедово                            | Ту-104Б | 42486          | Грузинское          | 122/122 | Упал при заходе на посадку из-за нерабочих (отсутствие питания) пилотажно-навигационных приборов (подробнее…) | [ 98 ]  |
| 19 октября 1973 года  | 61,5 км ЮЗ Анадыри                                                         | Ми-6    | 21171          | Магаданское         | 9/9     | Упал на землю после разрушения и пожара двигателя | [ 99 ]  |
| 20 октября 1973 года  | Казань                                                                     | Ту-124В | 45031          | Приволжское         | 0/?     | При посадке на заснеженную ВПП с превышением скорости выкатился за её пределы и столкнулся с препятствиями | [ 100 ] |
| 25 октября 1973 года  | Ныроб, Чердынский район                                                    | Ан-2    | 01609          | Уральское           | 0/?     | Разбился при взлёте из-за перегруза | [ 101 ] |
| 27 октября 1973 года  | близ Колпашева                                                             | Ан-2    | 70408          | Западно-Сибирское   | 0/?     | Разбился после взлёта из-за обледенения | [ 102 ] |
| 2 ноября 1973 года    | Внуково, Москва                                                            | Як-40   | 87607          | Центральных районов | 2/31    | Выполнял рейс Москва — Брянск, когда был захвачен группой из 4-х мужчин, потребовавших вернуться в Москву, после посадки в которой потребовали за заложников выкуп и предоставление возможности вылета в Швецию. В результате спецоперации самолёт был освобождён, при этом погибли 2 угонщика (подробнее…)                         | [ 103 ] |
| 4 ноября 1973 года    | близ Киренска                                                              | Ан-2    | 41978          | Восточно-Сибирское  | 0/?     | Разбился после отказа двигателя | [ 104 ] |
| 17 ноября 1973 года   | Пясино, Таймырский АО                                                      | Ми-8    | 22191          | Красноярское        | 8/8     | После взлёта упал на лёд озера из-за дезориентации экипажа | [ 105 ] |
| 17 ноября 1973 года   | близ Воронежа                                                              | Ми-2    | 20000          | Центральных районов | 8/8     | Упал при посадке из-за попадания в снежный вихрь | [ 106 ] |
| 7 декабря 1973 года   | Домодедово, Москва                                                         | Ту-104Б | 42503          | Грузинское          | 16/75   | Столкновение с землёй до ВПП при заходе на посадку (подробнее…) | [ 107 ] |
| 16 декабря 1973 года  | Карачарово, Волоколамский район                                            | Ту-124В | 45061          | Литовское           | 51/51   | Перешёл в пике после отказа триммера руля высоты, а затем свалился в штопор из-за отказа приборов и дезориентации экипажа (подробнее…) | [ 108 ] |
| 19 декабря 1973 года  | 10 км В Уржума                                                             | Ан-2    | 40521          | Уральское           | 2/2     | Потерял управление и упал на землю после обледенения | [ 109 ] |
| 21 декабря 1973 года  | Эребуни, Ереван                                                            | Як-40   | 87629          | Армянское           | 0/3+    | Разрушился при грубой посадке в условиях тумана | [ 110 ] |
| 23 декабря 1973 года  | 18 км В Львова                                                             | Ту-124В | 45044          | Приволжское         | 17/17   | Упал после взлёта из-за разрушения и пожара двигателя (подробнее…) | [ 111 ] |
| 24 декабря 1973 года  | Таймырский АО, 28 км В Хантайского Озера                                   | Ан-2В   | 32448          | Красноярское        | 1/2     | Столкновение с горой после снижения под безопасную высоту и уклонения с маршрута из-за дезориентации экипажа в условиях нарушений в работе радиотехнических систем аэродрома | [ 112 ] |

### Комментарии
1. ↑  После данной катастрофы Министерство гражданской авиации прекратило эксплуатацию самолётов Ли-2